# Château d'Amfreville-sur-Iton
Le château d'Amfreville est un château situé dans le département de l'Eure en Normandie.
Le château bénéficie d'une protection au titre des monuments historiques.

## Architecture
Édifié vers 1775, il fait l'objet à la fin du XIXe siècle d'une transformation par Georges-Paul Roussel, architecte à Louviers.

## Protection
Les façades et les toitures des quatre bâtiments de la ferme sont inscrites au titre des monuments historiques en 1977 ; le château, la maison dite chalet, les écuries-remises ainsi que la cave située sur la commune d'Acquigny sont inscrits en 1994.